# Foteini Kolovou
Foteini Ch. Kolovou (auch: Fotini, griechisch Φωτεινή Χ. Κολοβού, * 8. Januar 1964 in Karditsa, Griechenland) ist eine griechische Byzantinistin und Professorin für Byzantinische und Neugriechische Philologie an der Universität Leipzig.

## Leben
Nach dem Studium an der Universität Ioannina, an der Kolovou 1993 auch promoviert wurde, war sie von 1997 bis 2003 wissenschaftliche Mitarbeiterin am Byzantinisch-Neugriechischen Seminar der Freien Universität Berlin. Im akademischen Jahr 2003 / 2004 hat sie die C3-Professur für Byzantinische und Neugriechische Philologie an der Universität Leipzig vertreten. Die Habilitation für das Fach Byzantinistik erfolgte 2005 an der Freien Universität Berlin. In den akademischen Jahren 2005 bis 2007 vertrat sie die W2-Stiftungsprofessur für Byzantinische und Neugriechische Philologie an der Universität Leipzig. Die Ernennung zur Professorin für Byzantinische und Neugriechische Philologie erfolgte dort 2007. 2014 wurde sie in die Sächsische Akademie der Wissenschaften gewählt.
Kolovou arbeitet auf dem Gebiet der byzantinischen Philologie insbesondere editionsphilologisch zur byzantinischen Geschichtsschreibung (Michael Choniates, Kritobulos von Imbros) und Epistolographie (Eustathios von Thessalonike, Michael Psellos).

## Schriften

### Bücher
- Graeca – Byzantina – Neograeca. Schriften zur griechischen Sprache und Literatur (Hrsg. gemeinsam mit Günter Prinzing und Athanasios Kambylis), [= Supplementa Byzantina 11], Berlin / New York 2020, X+809.
- Der gefangene Gelehrte und sein nächtlicher Gast. Geschichtskonzeption und Phantasie in Nikephoros Gregoras' Rhomaike Historia (= Sitzungsberichte der Sächsischen Akademie der Wissenschaften zu Leipzig. Philologisch-historische Klasse. Bd. 141, Heft 4), Stuttgart/Leipzig 2016.
- Byzanzrezeption in Europa. Spurensuche über das Mittelalter und die Renaissance bis in die Gegenwart (Hrsg.), [= Byzantinisches Archiv 24], Berlin-Boston 2012, 369.
- Tischendorf und die Suche nach der ältesten Bibel (Hrsg. gemeinsam mit U. J. Schneider), Leipzig 2011, 68.
- Die Briefe des Eustathios von Thessalonike. Einleitung, Regesten, Text, Indizes. München-Leipzig 2006 (= Beiträge zur Altertumskunde, 239).
- Critobuli Imbriotae Historiae, (gemeinsam mit Diether Roderich Reinsch), Athen 2005 (neugriechische Übersetzung).
- Michaelis Choniatae Epistulae. Berlin, New York 2001 (= Corpus Fontium Historiae Byzantinae, 41).
- Michael Choniates. Ein Beitrag zur Erforschung seines Lebens und seines Werkes – Das Briefcorpus. Akademie Athen, Athen, 1999 (in griechischer Sprache).

### Aufsätze
- Griechische Diglossie und intralinguale Metaphrasen: Aspekte kultureller und politischer Interaktionen, in: Sprechen und Schreiben. Schriftsysteme und ihre linguistischen, kulturellen und politischen Dimensionen, herausgegeben von Klaus Bochmann, [Abhandlungen der Sächsischen Akademie der Wissenschaften zu Leipzig · Philologisch-historische Klasse · Band 84 · Heft 6], Stuttgart / Leipzig (2020), S. 69–81.
- Vorwort der Herausgeber, in: Athanasios Kambylis. Graeca – Byzantina – Neograeca. Schriften zur griechischen Sprache und Literatur, [Supplementa Byzantina 11], Berlin / New York (2020), S. V-X.
- Übersetzungen und Grenzübertritte zwischen Rom und Byzanz im 14. Jahrhundert, in: Von der Ostsee zum Mittelmeer. Forschungen zur Mittelalterlichen Geschichte für Wolfgang Huschner / Dal Mar Baltico al Mediterraneo. Ricerche di storia medievale per Wolfgang Huschner, [ITALIA REGIA 4], (Hrsg.: Sebastian Roebert / Antonella Ghignoli / Cornelia Neustadt / Sebastian Kolditz), Leipzig (2019), 323-335.
- Histoires hellénophones autour de conquestes, frères minours, civilisation et tolérance. Vestiges de la francophonie en Grèce, in: La Francophonie en Europe du Sud-Est. Aspects historiques, problématiques actuelles, Hrsg. Klaus Bochmann, Leipziger Universitätsverlag Leipzig (2017), 109-126.
- Byzanz und seine Rolle als urbs humana im Welttheater des Spätmittelalters, in: Koinotaton Doron. Das späte Byzanz zwischen Machtlosigkeit und kultureller Blüte (1204-1461), Hrsg. A. Berger, S. Mariev, G. Prinzing, A. Riehle, [Byzantinisches Archiv 31], Berlin/Boston (2016), 71-86.
- Ceremonies and Performances of Byzantine Friendship: Gift-Giving Between High-Level Rhetoric and Everyday Criticism, in: Networks of Learning. Perspectives on Scholars in Byzantium and the Latin West, c. 1000–1200, hrsg. v. Sita Steckel, Niels Gaul & Michael Grünbart, Byzantinistische Studien und Texte 6, Münster (2014), 57-66.
- „Flucht aus Byzanz“. Zur Einleitung, in: (Hrsg. F. Kolovou), Byzanzrezeption in Europa. Spurensuche über das Mittelalter und die Renaissance bis in die Gegenwart, [Byzantinisches Archiv 24], Berlin - Boston (2012), 1-12.
- «Τρυφᾶν ἐν λόγοις». Michael Psellos’ und Machetarios’ Enkomien auf den Wein im Baroccianus gr. 131, Βυζαντινά 32 (2012) 9-24.
- Ein Bischof kat’ oikonomian in spätbyzantinischen Urteilen: Synesios von Kyrene und Nikephoros Gregoras’ Protheoria zu „de insomniis“, in: Synesios von Kyrene. Politik – Literatur – Philosophie (Hrsg. H. Seng - L. M. Hoffmann), Turnhout (2012), 388-403.
- „Solang' ich ... meine vatikanische Bibel unter den Händen habe, ist's mir, als ob ich den ächtesten Champagner schlürfte“ – Tischendorf und das Griechische, in: Tischendorf und die Suche nach der ältesten Bibel (Hrsg. F. Kolovou und U. J. Schneider), Leipzig (2011), 41-52.
- Byzantinistik heute: eine weltferne Wissenschaft? Perspektiven eines Orchideenfachs", in: Glanzlichter der Wissenschaft. Ein Almanach, Deutscher Hochschulverband (Hrsg.), (2010), 71-74.
- Byzantinistik heute: eine weltferne Wissenschaft? Perspektiven eines „Orchideenfachs“, in: Forschung & Lehre 6 (2010) 422-424.
- Byzantinische und Neugriechische Philologie, in: Geschichte der Universität Leipzig 1409-2009 (Hrsg. U. v. Hehl, U. John, M. Rudersdorf), 4. Bd. 1. Halbband, Leipzig (2009), 589-592.
- Die griechischen Handschriften der Universitätsbibliothek Leipzig, in: A. B. García - I. Pérez Martín (Hrsg.), The Legacy of Bernard de Montfaucon: Three Hundred Years of Studies on Greek Handwriting. Proceedings of the Seveth International Colloquium of Greek Palaeography (Madrid-Salamanca, 15-20 September 2008), Turnhout, Brepols (2010), 395-401 und 857-861.
- Der Mythos im imitatio -Konzept des Michael Psellos, in: imitatio - aemulatio - variatio, (Akten des Internationalen wissenschaftlichen Symposions zur byzantinischen Sprache und Literatur, Wien 22.-25. Oktober 2008), A. Rhoby - E. Schiffer (Hrsg.), Wien Verlag der Österreichischen Akademie der Wissenschaften (2010), 165-173.
- Der Traum des Sokrates, die Musik und Michael Psellos, in. Realia Byzantina (Hrsg. S. Kotzabassi - G. Mavromatis), Berlin-New York (2009), 67-73.
- Faszination des griechischen Christentums, in: Ein Kosmos des Wissens. Weltschrifterbe in Leipzig (Hrsg. U. J. Schneider), Leipzig (2009), 112-124.
- The Fascination of Greek Christianity, in: In Pursuit of Knowledge. 600 Years of Leipzig University 1409-2009 (Hrsg. U. J. Schneider), Leipzig (2009), 112-124.
- Die Rezeption der Platonischen Opsopoiia in der byzantinischen Literatur. In: Martin Hinterberger, Elisabeth Schiffer (Hrsg.): Byzantinische Sprachkunst. Studien zur byzantinischen Literatur gewidmet Wolfram Hörandner zum 65. Geburtstag. De Gruyter, Berlin-New York 2007, 181-193.
- Vita des Johannes von Damaskus und des Kosmas Melodos im Codex Atheniensis BN 321 (BHG 884a), in: Byzantina 23 (2002 erschienen im Herbst 2003) 7-46.
- Eine Persiflage auf das Jenseits. Das „Testament“ des Leon von Synada, in: Byzantina 22 (2001 erschienen 2002) 47-52.
- Auf der Suche nach einer Theorie des Zitats in der byzantinischen Epistolographie oder construire et connaître, voir plus de choses qu'on en sait, in: Actes de XXe Congrès international des Études byzantines Paris 2001, Table ronde: L'epistolographie et la poésie épigrammatique: projets actuels et questions de méthodologie (Hrsg. W. Hörandner - M. Grünbart), Paris (2003), 43-54.
- Der Codex Hamburgensis 31 in scrinio (Fragm. 2, ff. 1r - 2v). Iambische Synaxarverse des Nikephoros Kallistos Xanthopoulos, in: Jahrbuch der Österreichischen Byzantinistik 51 (2001) 337-341.
- Quellenforschung zu den Briefen des Michael Choniates, in: Hellenika 51 (2001) 75-99.
- Zu Genesios †πιθήκιον† (16,78 Lesmueller-Werner et Thurn), in: Byzantinische Zeitschrift 92/2 (1999) 468-470.
- Die Quellenidentifizierung als Hilfsmittel zur Textkonstitution der Briefe des Michael Choniates, in: Lesarten. Festschrift für Athanasios Kambylis zum 70. Geburtstag (Hrsg.: I. Vassis - G. St. Henrich - D. R. Reinsch), Berlin - New York (1998), 129-136.
- Zur byzantinischen Etymologie der Wörter Indictio, Nonae, Idus und Calendae in den Hss. Marc. gr. 506 (coll. 768) und Vat. gr. 7, in: Byzantion 67 (1997) 244-251.
- Euthymios Tornikes als Epistolograph. Vier unedierte Briefe des Euthymios Tornikes an Michael Choniates im Codex Buc. Gr. 508. Mit zwei Tafeln, in: Jahrbuch der Österreichischen Byzantinistik 45 (1995) 53-74.